# Concepción (Ocotepeque)
Concepción é um município de Honduras, localizado no departamento de Ocotepeque.